# Faiditus quasiobtusus
Faiditus quasiobtusus là một loài nhện trong họ Theridiidae.
Loài này thuộc chi Faiditus. Faiditus quasiobtusus được H. Exline & Herbert Walter Levi miêu tả năm 1962.